# Sciaphilacris
Sciaphilacris is een geslacht van rechtvleugeligen uit de familie veldsprinkhanen (Acrididae). De wetenschappelijke naam van dit geslacht is voor het eerst geldig gepubliceerd in 1976 door Descamps.

## Soorten
Het geslacht Sciaphilacris  is monotypisch en omvat slechts de volgende soort:
- Sciaphilacris alata (Descamps, 1976)